# Алексеенко, Михаил Мартынович
Михаи́л Марты́нович Алексе́енко (1847, Екатеринослав — 1917) — правовед, заслуженный профессор, декан юридического факультета и ректор Императорского Харьковского университета, общественный деятель. Член Государственной думы III и IV созывов от Екатеринославской губернии.

## Биография
Родился 5 (17) октября 1847 года (или 1848) в купеческой семье в Екатеринославе. Образование получил в Екатеринославской гимназии и на юридическом факультете Харьковского университета, который окончил со степенью кандидата прав в 1868 году, представив сочинение «Об организации государственного хозяйства». С 1869 года был оставлен при кафедре финансового права университета для приготовления к профессорскому званию и с 1870 года, после прочтения пробных лекций «О подушной подати» и «Переложении налогов», стал читать лекции в качестве приват-доцента. В 1872 году защитил в университете магистерскую диссертацию на тему «Очерк нарастания государственного долга в Англии и во Франции» и стал штатным доцентом кафедры финансового права. С 1 сентября 1874 года по личной просьбе он был отправлен в двухлетнюю командировку за границу.
В марте 1879 года защитил докторскую диссертацию на степень доктора финансового права на тему «Действующее законодательство о прямых налогах» и вскоре был избран экстраординарным профессором. С 1880 года — ординарный профессор финансового права. В 1886—1890 годах был деканом юридического факультета. С 20 декабря 1890 года был назначен ректором университета и занимал должность до 1899 года. В бытность ректором приглашался в качестве знатока финансовых вопросов к участию в деятельности комиссии по пересмотру законоположений о биржах и акционерных предприятиях, образованной в 1897 году при Министерстве финансов. В 1895 году получил звание заслуженного профессора и продолжал читать лекции до 1899 года.
С 1899 по 1901 годы он был попечителем казанского, затем, до 1903 года попечителем харьковского учебных округов.
После защиты докторской диссертации крупных научных работ не публиковал. Не был напечатан и «обширный литографированный курс лекций по финансовому праву, свыше 2000 страниц, несколько раз переизданный с многочисленными изменениями и дополнениями»
Одновременно с профессорской деятельностью продолжил купеческое дело своего отца. Был крупным землевладельцем Екатеринославской губернии, владел в конце 1890-х годов 2798 десятинами земли, часть из которой сдавал в аренду, а на других организовал «культурное хозяйство». К 1912 году после выделения приданого для дочерей Екатерины и Марии земельная собственность сократилась до 1689 десятин. С. Ю. Витте охарактеризовал Алексеенко, как «человека умного и культурного, но гораздо более известного в качестве провинциального дельца, корректного, но не гнушающегося законными средствами наживы, нежели профессора экономиста-финансиста».
Со второй половины 1870-х годов активно включился в земскую деятельность, неоднократно избирался в гласные Харьковской городской Думы, Екатеринославского уездного и губернского земств.
После революционных событий 1905—1907 гг. Михаил Алексеенко вступает в Союз 17 октября, от которого и избирается в III и IV Государственные думы. С 1914 года принадлежал к фракции «земцев-октябристов». С августа 1914 года член Верховного Совета по призрению семей лиц, призванных на войну, а также семей раненых и павших воинов. Активно публиковался под псевдонимами «Бюджетник» и «Финансист» в журналах «Экономист России» и «Новый экономист», которые редактировал его зять П. П. Мигулин.
Будучи ректором, получил чин действительного статского советника, что дало ему потомственное дворянство. С 1899 года — тайный советник. Награждён орденами Святой Анны 2-й степени; Святого Станислава 1-й и 2-й степеней; Святого Владимира 3-й степени.

## Аграрный вопрос
Как юрист и депутат Михаил Алексеенко занимался различными острыми проблемами того времени, включая земельный вопрос. Свои взгляды по нему он изложил в брошюре «Аграрный вопрос». В ней он указывал, помимо всего прочего, на то, что низкая степень аграрной культуры крестьянства делает малоэффективными попытки решить земельный вопрос путём простого наделения крестьян землёй. Выход он видел не только в частичном наделении крестьян землёй, но и в пропаганде среди них передовых методов ведения сельского хозяйства, помощь со стороны государства в приобретении оборудования и т. д. Кроме того, чрезвычайно важным Алексеенко считал воспитание правовой и гражданской культуры в крестьянской массе:
Сельское хозяйство в массе своей не двинется вперёд, если не будет совершено всестороннее раскрепощение крестьянства, если крестьянин не получит прав самостоятельной личности…Должно быть отменено исключительное положение крестьян в управлении и суде, должны быть устранены тягости, которые несут крестьяне для лиц других сословий в административном управлении, должны быть разбиты путы, связующие крестьян в их земельных делах… 

## Деятельность в Государственной Думе
В Думе III и IV созывов М. М. Алексеенко был одним из наиболее заметных депутатов и пользовался большим авторитетом даже среди политических оппонентов. В течение 9-ти сессий (1907—1917 гг.) занимал пост председателя Бюджетной комиссии, где смог наладить эффективное и жёсткое рассмотрение Государственной росписи доходов и расходов. Алексеенко сумел наладить хороший контакт с министрами финансов (прежде всего, с В. Н. Коковцевым) и тщательно следил за тем, чтобы бюджетные инициативы, выдвигаемые большинством Думы, не привели, под влиянием популистских соображений, к чрезмерному раздуванию бюджета. Алексеенко, как председатель Бюджетной комиссии, смог добиться деловой и доброжелательной атмосферы в её заседаниях, в то время как общие собрания Думы часто бывали омрачены разного рода нападками и взаимными оскорблениями депутатов крайних фракций. В результате, бюджетные инициативы правительства и думского большинства не имели принципиальных расхождений, благодаря чему обсуждение и принятие бюджетных законов осуществлялось Думой без затяжек и в конструктивной обстановке. Член бюджетной комиссии Н. В. Савич оценивал личность Алексеенко следующим образом:

Он был в одно и то же время культурным сельским хозяином, передовым земцем и профессором финансового права, таким образом, в нем счастливо сочетались психология осторожного, расчетливого производителя ценностей, привычка общественной работы на земской ниве, наконец, большой научный багаж теоретика финансовых вопросов.…не мудрено, что он скоро приобрел громадное влияние на членов Бюджетной комиссии
Во время парламентского кризиса в марте 1911 года рассматривался в качестве лучшей кандидатуры на пост председателя Государственной Думы, ставший вакантным после отставки А. И. Гучкова, но отказался баллотироваться, уступив должность председателя М. В. Родзянко, с которым его связывала совместная деятельность в Екатеринославском губернском земстве.
Был близок к левому крылу фракции октябристов, но после раскола в 1913 году октябристской фракции вошёл в группу земцев-октябристов.
Скончался от кровоизлияния в головной мозг в 9 часов вечера 18 февраля (3 марта) 1917 года. Похороны М. М. Алексеенко стали самыми торжественными в истории Государственной Думы Российской империи.

## Сочинения
- Взгляд на развитие учения о налоге у экономистов А. Смита, Ж-Б. Сея, Рикардо, Сисмонди и Д. С. Милля. — 1870.
- «Очерк нарастания государственного долга в Англии и Франции». — Харьков, 1872. (магистерская диссертация)
- Действующее законодательство о прямых налогах / Исследование М. М. Алексеенко. — СПб.: Типография М. Стасюлевича, 1879. — VIII, 242, II с., 2 л. табл.
- Конспект финансового права, 1894
- Подоходный налог и условия его применения
- Пятилетие бюджета в 3-й Государственной Думе. — СПб., 1912.